# 聖尼古拉節
聖尼古拉節（英語：Saint Nicholas' Day），屬於聖尼古拉的節日。西方基督教國家，在12月6日慶祝這個節日；東方基督教國家，則在12月19日。這是聖誕節慶祝的一部份，小孩在當天會獲得禮物，因為聖尼古拉被認為是會為人帶來禮物的聖人，在那天也會舉行彌撒。在德國，小孩會打扮成主教的模樣，來紀念聖尼古拉。在聖尼古拉節的前一晚，德國會進行坎卜斯遊行，荷蘭則是會有聖尼古拉帶著黑彼得遊行。